# Ardenay-sur-Mérize
Ardenay-sur-Mérize är en kommun i departementet Sarthe i regionen Pays de la Loire i nordvästra Frankrike. Kommunen ligger i kantonen Montfort-le-Gesnois som tillhör arrondissementet Mamers. År 2022 hade Ardenay-sur-Mérize 499 invånare.

## Befolkningsutveckling
Antalet invånare i kommunen Ardenay-sur-Mérize
| Referens: INSEE |